# Elizabeth Hurley

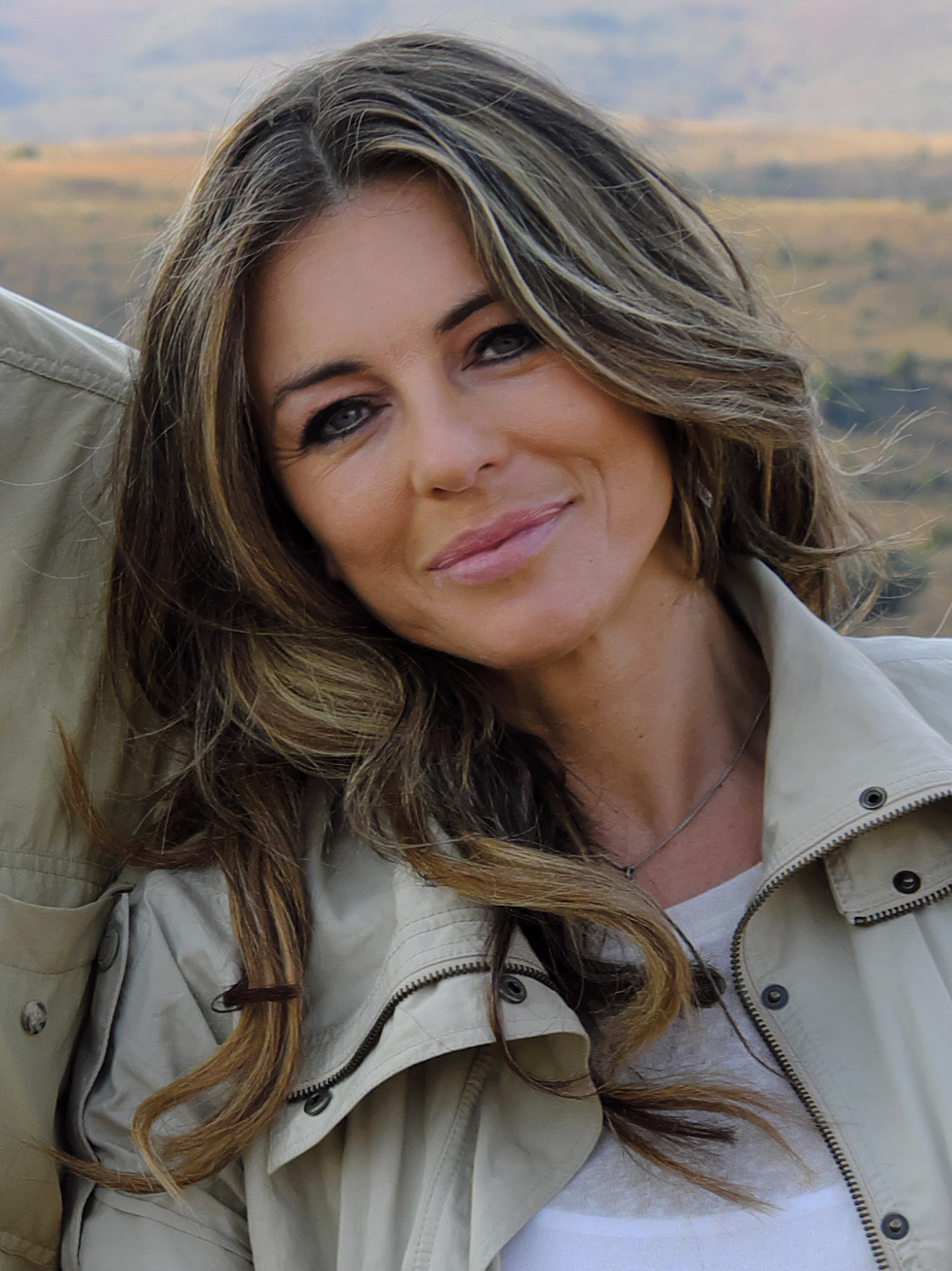
Elizabeth Hurley (2017)

Elizabeth Jane „Liz“ Hurley (* 10. Juni 1965 in Basingstoke) ist eine britische Schauspielerin, Filmproduzentin und ein Model.

## Leben und Karriere
Hurley wurde als zweites von drei Geschwistern in der englischen Grafschaft Hampshire als Tochter von Angela und Roy Hurley geboren. Ihr irischer Vater war Major in der British Army, ihre Mutter arbeitete als Lehrerin an der Kempshott Infant School, an der Hurley einen Teil ihrer Grundschulzeit verbrachte. Danach besuchte sie die Kempshott Junior School und die Harriet Costello School. Als junges Mädchen wollte sie Tänzerin werden und nahm Ballettstunden. Als Teenager interessierte sie sich für Punk-Mode und färbte sich als Sechzehnjährige ihre Haare Pink. “When I was 16 – this was about 1981/82 – the thing to be in Basingstoke, the suburb I grew up in, was punk. Which, as any hip person will tell you, was way past its sell-by date.” Ab 1983 studierte Hurley drei Jahre Tanz und Theater am London Studio Centre, wofür sie ein Stipendium erhielt. Wegen ihrer Fehlzeiten wurde sie 1986 verwiesen.
Ihr Leinwanddebüt gab Hurley 1987 mit dem britischen Episodenfilm Aria, der seine Premiere als Wettbewerbsbeitrag bei den Filmfestspielen von Cannes 1987 gab. 1988 folgte ihre erste Fernsehrolle in der britischen Serie Inspektor Morse. 1990 war sie neben Jürgen Prochnow in dem deutschen Thriller Der Skipper zu sehen. Ihren ersten Film in Hollywood drehte sie 1992 an der Seite von Wesley Snipes (Passagier 57). Im gleichen Jahr folgte eine Hauptrolle in El largo invierno (Der lange Winter) an der Seite von Vittorio Gassman und Jean Rochefort, der bei den Filmfestspielen in Berlin gezeigt wurde. Weltweite Medienpräsenz verschaffte Hurley das Sicherheitsnadelkleid, eine Kreation des Modedesigners Gianni Versace, das sie 1994 bei der Filmpremiere von Vier Hochzeiten und ein Todesfall trug, die sie zusammen mit ihrem damaligen Lebenspartner Hugh Grant – dem Hauptdarsteller des Films – besuchte. Ihr Auftritt wurde in einer Umfrage der britischen Kaufhauskette Debenhams unter 3000 Frauen auf Platz 1 der Top 20 Iconic Red Carpet Dresses gewählt. Von 1994 bis 2001 war Hurley als Model das 'Gesicht von Estée Lauder.
1996 gründete Liz Hurley mit ihrem langjährigen Freund Hugh Grant die Produktionsfirma Simian Films. Ihren Einstieg als Filmproduzentin feierte sie mit dem Thriller Extrem … mit allen Mitteln mit Hugh Grant, Gene Hackman, Sarah Jessica Parker und David Morse. Es folgte Mickey Blue Eyes. 1997 spielte sie in Austin Powers – Das Schärfste, was Ihre Majestät zu bieten hat, einer Parodie auf James Bond, mit und war in dem US-amerikanisch-südafrikanischen Thriller Dangerous Ground neben Ice Cube zu sehen. 1999 war sie neben Jenna Elfman und Matthew McConaughey in EDtv zu sehen und in demselben Jahr auch in der Fortsetzung der Agentenkomödie Austin Powers – Spion in geheimer Missionarsstellung mit Mike Myers.
2000 wurde sie in der Fantasy-Komödie Teuflisch neben Brendan Fraser als weibliche Hauptrolle besetzt. 2001 war sie in der vierteiligen BBC-Serie The Human Face von John Cleese zu sehen. In der 2002 veröffentlichten Filmkomödie Mann umständehalber abzugeben oder Scheidung ist süß war sie mit Matthew Perry zu sehen. 2004 spielte sie in dem amerikanischen Thriller Method – Mord im Scheinwerferlicht die Hauptrolle und trat als Produzentin in Erscheinung. 2006 moderierte sie die erste Staffel der britischen Fernsehshow Project Catwalk, die sie auch selbst mitproduzierte. Im Winter 2008/09 warb sie in Anzeigen mit einem Nerz bekleidet für die US-Pelzmarke Blackglama und sorgte damit für Empörung unter Tierschützern.

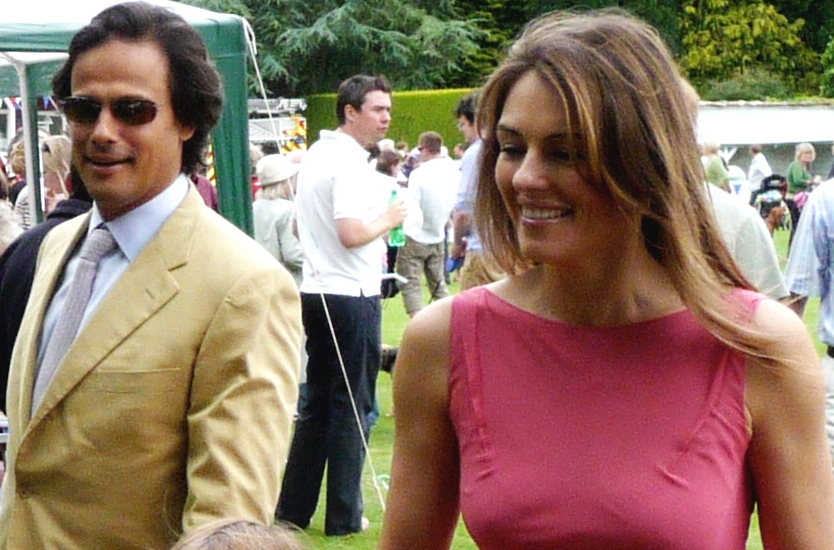
Hurley gemeinsam mit ihrem damaligen Ehemann Arun Nayar (2008)

Von 2011 bis 2012 übernahm sie in der fünften Staffel der US-amerikanischen Fernsehserie Gossip Girl die Rolle der Diana Payne. In der US-Serie The Royals verkörperte Hurley von 2015 bis 2018 in vier Staffeln die Hauptrolle der Königin Helena. 2019 spielte sie in Marvel’s Runaways die Antiheldin Morgan le Fay.

### Privatleben
Von 1987 bis 2000 war sie mit Hugh Grant liiert. 2002 wurde ihr erster Sohn Damian, heute Schauspieler und Model, mit dem amerikanischen Geschäftsmann Steve Bing geboren, dessen Patenonkel u. a. Grant, David Beckham und Elton John sind. Seit 2002 war Hurley mit dem deutsch-indischen Textilerben Arun Nayar zusammen, den sie am 1. März 2007 heiratete. Im Dezember 2010 gab sie die Trennung von ihm bekannt; die Ehe wurde am 15. Juni 2011 geschieden. Ab September 2011 war Hurley mit dem 2022 verstorbenen australischen Cricketspieler Shane Warne verlobt. Im Dezember 2013 wurde ihre einvernehmliche Trennung bekanntgegeben. 2016 sprach sie sich für den Brexit aus.

### Wohltätigkeitsarbeit
Im Gedenken an seine Mutter – die an Krebs starb – eröffnete Imran Khan am 29. Dezember 1994 im pakistanischen Lahore das Shaukat Khanum Memorial Cancer Hospital & Research Centre als karitative Krebsklinik, in der 75 Prozent der Behandlungen kostenlos durchgeführt werden. Prominente wie Sushmita Sen, Hurley und Mitglieder der indischen Cricket-Mannschaft engagieren sich für den Betrieb der Klinik.
Hurley engagierte sich auch in der Brustkrebs-Präventionskampagne von Estée Lauder mit dem Elizabeth Pink Lippenstift, dessen Verkaufserlöse der Breast Cancer Research Foundation zugutekommen. Hurley – deren Großmutter an Brustkrebs starb – war Gastgeberin der Galaveranstaltung The Hot Pink Party zum zehnjährigen Bestehen der Breast Cancer Research Foundation. Den Prince’s Trust unterstützte sie mit der Eröffnung der Wohltätigkeitsveranstaltung Fashion Rocks und indem sie 2004 bei der Jugendinitiative Get Into Cooking mitwirkte. Zu ihren weiteren karitativen Arbeiten zählen das End Hunger Network und die ARK children’s charity Veranstaltung.

## Filmografie (Auswahl)
- 1987: Aria
- 1988: Inspektor Morse, Mordkommission Oxford (Inspector Morse, Fernsehserie, eine Folge)
- 1990: Der Skipper (Kill Cruise)
- 1992: Die Abenteuer des jungen Indiana Jones (The Young Indiana Jones Chronicles, Fernsehserie, Folge 1x02)
- 1992: Passagier 57 (Passenger 57)
- 1994: Die Scharfschützen (Folge: Armee des Schreckens)
- 1996: Die Bibel – Samson und Delila (Samson and Delilah)
- 1997: Austin Powers – Das Schärfste, was Ihre Majestät zu bieten hat (Austin Powers: International Man of Mystery)
- 1997: Dangerous Ground
- 1999: Austin Powers – Spion in geheimer Missionarsstellung (Austin Powers: The Spy Who Shagged Me)
- 1999: Der Onkel vom Mars (My Favorite Martian)
- 1999: EDtv
- 2000: Das Gewicht des Wassers (The Weight of Water)
- 2000: Teuflisch (Bedazzled)
- 2001: Double Trouble – Ein Cop auf Abwegen (Double Whammy)
- 2002: Money for Mercy (Bad Boy)
- 2002: Mann umständehalber abzugeben oder Scheidung ist süß (Serving Sara)
- 2004: Method – Mord im Scheinwerferlicht (Method)
- 2011–2012: Gossip Girl (Fernsehserie, 14 Folgen)
- 2014: Viktor
- 2015–2018: The Royals (Fernsehserie, 40 Folgen)
- 2017: An Elephant’s Journey (Phoenix Wilder and the Great Elephant Adventure)
- 2019: Marvel’s Runaways (Fernsehserie, 8 Folgen)
- 2020: Then Came You
- 2021: Welcome to Georgia
- 2021: Father Christmas Is Back
- 2022: Christmas in Paradise
- 2022: Christmas in the Caribbean
- 2023: Der Rattenfänger
- 2024: Strictly Confidential